# لوكا كابتشي
لوكا كابتشي (بالإيطالية: Luca Capecchi)‏ هو لاعب كرة قدم إيطالي في مركز حراسة المرمى، ولد في 4 أغسطس 1974 في إيمولا في إيطاليا. لعب مع نادي بيزا ونادي رافينا ونادي سبال ونادي سيتاديلا ونادي كالياري.